# Station Roughton Road
Roughton Road is een spoorwegstation van National Rail in North Norfolk in Engeland. Het station is eigendom van Network Rail en wordt beheerd door Greater Anglia. 